# 大中臣伊度人
大中臣 伊度人（おおなかとみ の いとひと、生没年不詳）は、平安時代前期の貴族。氏姓は中臣朝臣のち大中臣朝臣。神祇伯・中臣逸志の子。官位は従五位下・木工助。

## 経歴
左京の人。
清和朝の貞観8年（866年）木工大允として木工権大允・藤原直宗とともに応天門の変で焼失した応天門再建のための材料を得るために丹波国へ赴く。
その後、木工助に昇任され、陽成朝初頭の元慶元年（877年）11月に従五位下に叙爵する。同年12月25日（878年1月31日）には伊度人を含む中臣石根の玄孫19名が中臣朝臣姓から大中臣朝臣姓に改姓された。翌元慶2年（878年）神祇伯・棟貞王とともに奉幣使として伊勢神宮に派遣されている。

## 官歴
記載のないものは『日本三代実録』による。
- 時期不詳：従六位下
- 仁寿2年2月21日（852年3月15日）、伊勢神宮大宮司[4]
- 貞観8年6月3日（866年7月18日）、見木工大允
- 時期不詳：木工助
- 元慶元年11月21日（877年12月29日）、従五位下

## 系譜
「中臣氏系図」（『群書類従』巻第62所収）による。
- 父：中臣逸志
- 母：不詳
- 生母不明の子女
  - 長男：大中臣本扶
  - 次男：大中臣本自
  - 三男：大中臣本貫
  - 四男：大中臣本真
  - 五男：大中臣本宗
  - 六男：大中臣本実